# Ек-Балам
Ек-Балам (ісп. Ek Balam) — руїни міста цивілізації мая в штаті Юкатан (Мексика). Назва перекладається як «Темний (Чорний) Ягуар» («Зірка-Ягуар»).

## Історія
Точне стародавня назва невідома. Вважається, що звалося саме Ек-балам (або Ек' Балам). Поселення утворилося в середині докласичного періоду. Наприкінці докласичного періоду навколо міста утворилося царство Талол. Перше піднесення міста і держави сягає 100—300 років до н. е. Тоді населення постійно зростало. Про місто в ранній класичний період відомо недостатньо.
Найбільшого розквіту набуло під час володарювання ахава Укіт-Кан-Леєк-Ток'а. Цьому сприяло послаблення Канульського царства. Посилення міста тривало до 840-х років. Зуміло зберегти свою могутність під час колапсу класичного періоду. При цьому вплив на північ поширився, були підкорені області на схід Юкатану включно з островом Косумель.
З середини X століття населення почало поступово скорочуватися. Це пов'язують з війнами з племенами мая-іца та загарбниками-тольтеками. Близько 1000 року населення скоротилося до 10 % від своєї чисельності у VIII—IX століттях. Остаточно було залишено населенням близько 1100 року внаслідок навали ворогів, про що свідчать археологічні розкопки.
За часів колоніалізму ці місця входили до енком'єнди іспанської королівської родини.

### Ахави
- Укіт-Кан-Леєк-Ток' (770—806)
- К'ан-Боб'-Ток' (806-бл.814)
- Укіт-Йоль-Акуль (814—830)
- К'ініч-Хуун-Пік-Ток’ (?-бл.872)

## Опис
Розташовано у межах муніципалітету Темосон, на відстані 25 км на північ від Вальядоліда і 56 км на північний схід від руїн Чичен-Іци.
За своєю архітектурою відповідає стилю Ченес. Навколо всього Ек Балама були побудовані захисні стіни, які вдало вписалися в архітектуру міста. Складається з внутрішньої та зовнішньої стін. Перша охоплює площу 9,55 га, завширшки 3 м, вкрито гіпсом. Також знайдено стіну 1 м завширшки, що перетинала центральну площу, зведено було у післякласичний період.
Донині досліджено 45 будов.

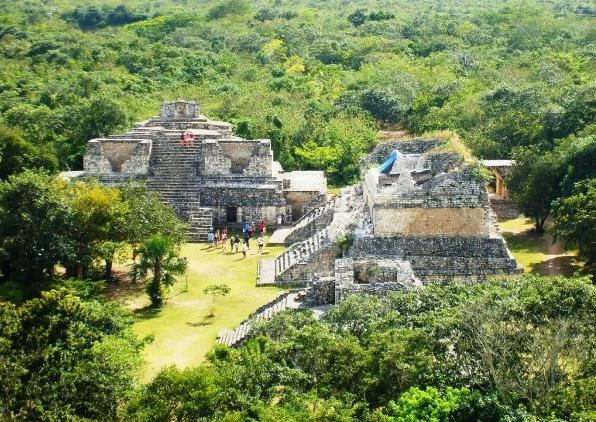
Погляд на Ла-Торре

Ритуально-адміністративний центр складається з центральної площі, храмів та акрополя (Споруда 1). Основу становить будова Ла-Торре, що завдовжки 156 м, завширшки 75 м, заввишки 31 м. Створена у «стилі Ченес». До неї ведуть центральні сходи. Вхідні двері виконані у вигляді зміїної пащі. Розташована угорі ліворуч від центральних сходів.
Важливою частиною акрополя є Сак Шок Наах («Біла Світлиця Шанування»), будівля з виступаючим зооморфним фасадом, з екстраординарно декорованим насипом з 4 ліпними різьбленими фігурами, які зображують сонячне божество. Тут знайдено поховання Укіт-Кан-Лек-Ток'а, поруч з яким виявлено 21 посудину, більш ніж 7000 шматочків жадеїту, мушель, кісток і піриту, а також рідкісних золотих кулонів у формі жаби і 3 перлини.
Палац ахава (відомий як «Овальний палац»), що розташовано ліворуч Акрополя, багато і дуже майстерно прикрашено барельєфами і скульптурами, чудово виконаними з стукко. Фігури виконані майже в натуральний розмір з дотриманням пропорцій, природних розворотів ступенів ніг і вони мають нестандартні для скульптури і барельєфів мая положення тіл.
Поруч з Ла-Торре розташовується Південна площа. Праворуч від неї виявлено майданчик для гри у м'яч, який зведено у 841 році. На західному боці площі розкопано будову, що отримало назву «Гемелас» (Близнюки). Являє собою подвійні піраміди заввишки (Споруда 17). Мають 2 однакові сходи.
Інтерес являє арочна будівля, яка стоїть самотня на краю міста. Ця арка є межею міста, на якій закінчується захисна стіна і насипна дорога.
Монументи знайдені переважно біля Ла-Торре та Гемелас.
У кімнатах Акрополя знайдено настінний живопис. На сьогодні гарно збереглося 96 малюнків, що мають переважно міфологічний сюжет.

## Дослідження
Відкрив археологічну пам'ятку і здійснив перші розкопки Дезіре Шарне у 1880-х роках. Після цього тривалий час про Ек-балам не згадували. Лише наприкінці 1980-х роках відбулися нові розкопки на чолі із Біллом Рінглом та Джорджем Беєм. Останні продовжували дослідження протягом 1990-х років.
Сучасні розкопки здійснюються під егідою Інституту археології та історії Мексики.